# 交響曲第4番 (ヘンツェ)
交響曲第4番は、ハンス・ヴェルナー・ヘンツェにより作曲された交響曲。

## 作曲の経緯
オペラ『鹿の王』を土台として1955年に5つの部分を含む単一楽章として書かれ、1963年10月9日、作曲者指揮ベルリン・フィルハーモニー管弦楽団の演奏で初演された。

## 楽器編成
ピッコロ、フルート2、オーボエ2、イングリッシュホルン、クラリネット2、バスクラリネット、ファゴット2、コントラファゴット、ホルン4、トランペット(C管)3、トロンボーン2、チューバ、ティンパニ、シンバル2、トライアングル、グロッケンシュピール、ヴィブラフォン、ハープ、ピアノ、チェレスタ、ヴァイオリン、ヴィオラ、チェロ、コントラバス

## 演奏時間
約28分。

## 楽曲構成
第1部　
交響曲の導入部であると同時に、この部分で主要動機が粗方出揃う。最初に弦によって提示される主題は、コーダでピアノと弦により再現される。
第2部
提示部、展開部、再現部を含む一種のソナタ形式で、提示されるものは前の部分の動機を再利用したに過ぎないが、提示部ではこれが大きくアレンジされる。
第3部
第1部で木管が創り出した素材を利用した動機がイングリッシュホルンに現れ、その後木管と弦により受け継がれ、第4部付近でホルンとトロンボーンにより奏された後、第4部になだれ込む
第4部
一種の三部形式。中間部ではトランペットによる三部形式を発展させた動機がある。
第5部
短い導入部を経て、分散和音を含むロンド部分に移行する。なお、421小節より先が今までのそれとは異なっていることから、実質的には6部編成にした方が適切なものとなっている。